# Habiba Zéhi Ben Romdhane
Pour les articles homonymes, voir Habib.
Habiba Zéhi Ben Romdhane (arabe : حبيبة الزاهي بن رمضان), née Habiba Zéhi en 1950 à El Ksar, est une professeure de médecine et femme politique tunisienne. Elle est ministre de la Santé du 27 janvier au 1er juillet 2011, au sein du gouvernement de Mohamed Ghannouchi puis dans celui de Béji Caïd Essebsi.

## Biographie

### Études
Habiba Zéhi sort diplômée de la faculté de médecine de Tunis en 1978. Elle complète sa formation par des études aux universités de Laval (Québec) en 1979, Chicago (États-Unis) en 1981 et Tokyo (Japon) en 1988.

### Carrière médicale
Elle revient à la faculté de médecine de Tunis où elle est professeure, ainsi que responsable du laboratoire de recherche sur l'épidémiologie et la prévention des maladies cardiovasculaires.
L'Organisation mondiale de la santé l'a également mandatée comme experte.
En 2013, elle devient membre du Royal College of Physicians au Royaume-Uni.

### Carrière politique
À la suite de la révolution de 2011, Habiba Zéhi Ben Romdhane est nommée ministre de la Santé dans le gouvernement d'union nationale de Mohamed Ghannouchi puis dans celui de Béji Caïd Essebsi. Slaheddine Sellami lui succède le 1er juillet 2011.
Dans le premier gouvernement, elle est secondée par un secrétaire d'État, Lamine Moulahi ; c'est la première fois dans l'histoire politique de la Tunisie qu'une femme ministre a sous sa tutelle un secrétaire d'État masculin.
Elle est désignée le 23 octobre 2012 pour siéger au Comité supérieur des droits de l'homme et des libertés fondamentales, pour une période de trois ans.
Elle est de longue date impliquée dans la cause féminine, ayant fondé le groupe de réflexion « Femmes, maladies cardiovasculaires et accidents vasculaires cérébraux » ; elle a aussi été coordinatrice scientifique de l'enquête nationale sur la violence à l'encontre des femmes. Elle est membre de l'Association tunisienne des femmes démocrates.

## Vie privée
Elle est mariée à l'économiste et homme politique Mahmoud Ben Romdhane ; ils ont trois enfants ensemble.

## Distinctions
- 2001 : Prix des sociétés maghrébines des sciences médicales